# Margaret Claudia Brevoort

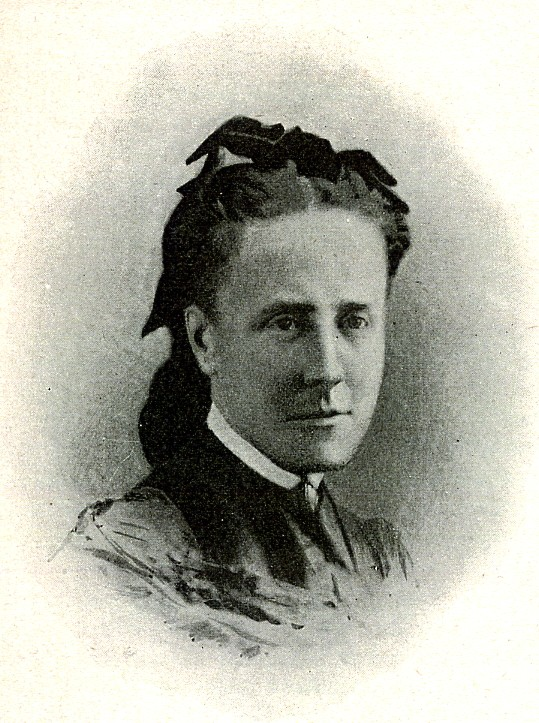
Margaret Claudia Brevoort

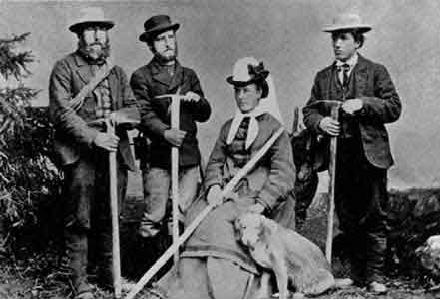
Christian und Ulrich Almer, M. Brevoort, ihr Neffe W. A. B. Coolidge und die Hündin Tschingel

Margaret Claudia Brevoort, genannt Meta Brevoort (* 4. November 1825 in New York; † 19. Dezember 1876 in Dorking, England), war eine US-amerikanische Bergsteigerin.

## Leben

### Herkunft, Jugend und Familie
Brevoorts Vorfahren stammten aus der Stadt Bredevoort der Republik der Vereinigten Niederlande, von wo sie um 1630 nach New Amsterdam später New York emigrierten. Als fünftes von acht Kindern und drittes Mädchen einer vermögenden Familie wurde Meta Brevoort geboren. Die Familie war gebildet und zu ihrem Freundeskreis gehörten Schriftsteller und Künstler. Dadurch erhielt auch Brevoort eine ausgezeichnete Ausbildung und war dafür auch mehrere Jahre in Paris im Couvent Sacré Coeur. Im Sommer bereiste sie mit ihren Eltern die Schweiz und lernte die Alpen kennen. 
Nach dem Tod ihrer Eltern kehrte sie 1848 nach New York zurück und zog zu ihrer Schwester; Brevoort kümmerte sich von Geburt an um deren Sohn, William Augustus Brevoort Coolidge, zu dem sie zeitlebens eine enge Beziehung haben sollte. Nachdem ein Arzt Bergluft für den kränklichen Jungen empfohlen hatte, reiste Brevoort mit William Coolidge 1865 in das Berner Oberland und nach Zermatt. Sie führte ihren Neffen an das alpine Bergsteigen heran. Coolidge wurde dank ihrer anfänglichen Unterstützung ein herausragender Bergsteiger, dem mehr als 1700 Bergfahrten in den Alpen gelangen. Er war der größte Alpinhistoriker des Viktorianischen Zeitalters. Meta Brevoort und W. A. B. Coolidge kletterten mehr als zehn Jahre zusammen. Meist wurden sie dabei vom Grindelwaldner Bergführer Christian Almer begleitet. Dieser schenkte W.  A.  B. Coolidge die Hündin Tschingel (1865–1879), die auf vielen Expeditionen dabei war. Margaret Brevoort sprach mit Stolz über die Hündin, die vom Alpine Club zum einzigen weiblichen Ehrenmitglied ernannt wurde.

### Bergsteigerin
Sie war eine der ersten Bergsteigerinnen und vorwiegend in den Alpen unterwegs. In den 1860er und 1870er Jahren gelangen ihr um die 70 Besteigungen, darunter einige wichtige und schwierige Anstiege in den Alpen. 1865 stand sie auf dem Gipfel des Mont Blanc. Als erste Frau bestieg sie 1869 die Grandes Jorasses (4208 m) und 1870 den Pic Central der La Meije (3973 m), 1871 stand sie innerhalb weniger Tage als erste Frau auf der Dent Blanche (4357 m), dem Weisshorn (4506 m), und dem Bietschhorn (3934 m). Meta Brevoort war Pionierin des Winteralpinismus. 1874 führte sie Wintererstbegehungen des Wetterhorns (3692 m) und der Jungfrau (4158 m) aus. Allerdings blieben ihr zwei ihrer größten alpinistischen Ziele verwehrt: Sie scheiterte mit ihren Ambitionen, die erste Frau auf dem Matterhorn zu sein, und an der Erstbesteigung der Meije im Haut-Dauphiné, wo sie versehentlich den Pic Central anstelle des zehn Meter höheren Grand Pic erstbestiegen. Brevoorts Vorbild und Rivalin war Lucy Walker, die ihre beachtliche bergsteigerische Karriere 1859 im Alter von 28 Jahren begann. Es war Lucy Walker, die, nachdem sie von Metas Plänen erfahren hatte, 1871 zügig eine Seilschaft unter der Führung von Melchior Anderegg zusammentrommelte, um das Matterhorn zu besteigen. Unmittelbar bevor Meta in Zermatt ankam, stand Lucy als erste Frau auf dem Gipfel dieses berühmten Walliser Gipfels. Meta traversierte wenige Wochen später als erste Frau das Matterhorn von Zermatt nach Breuil.

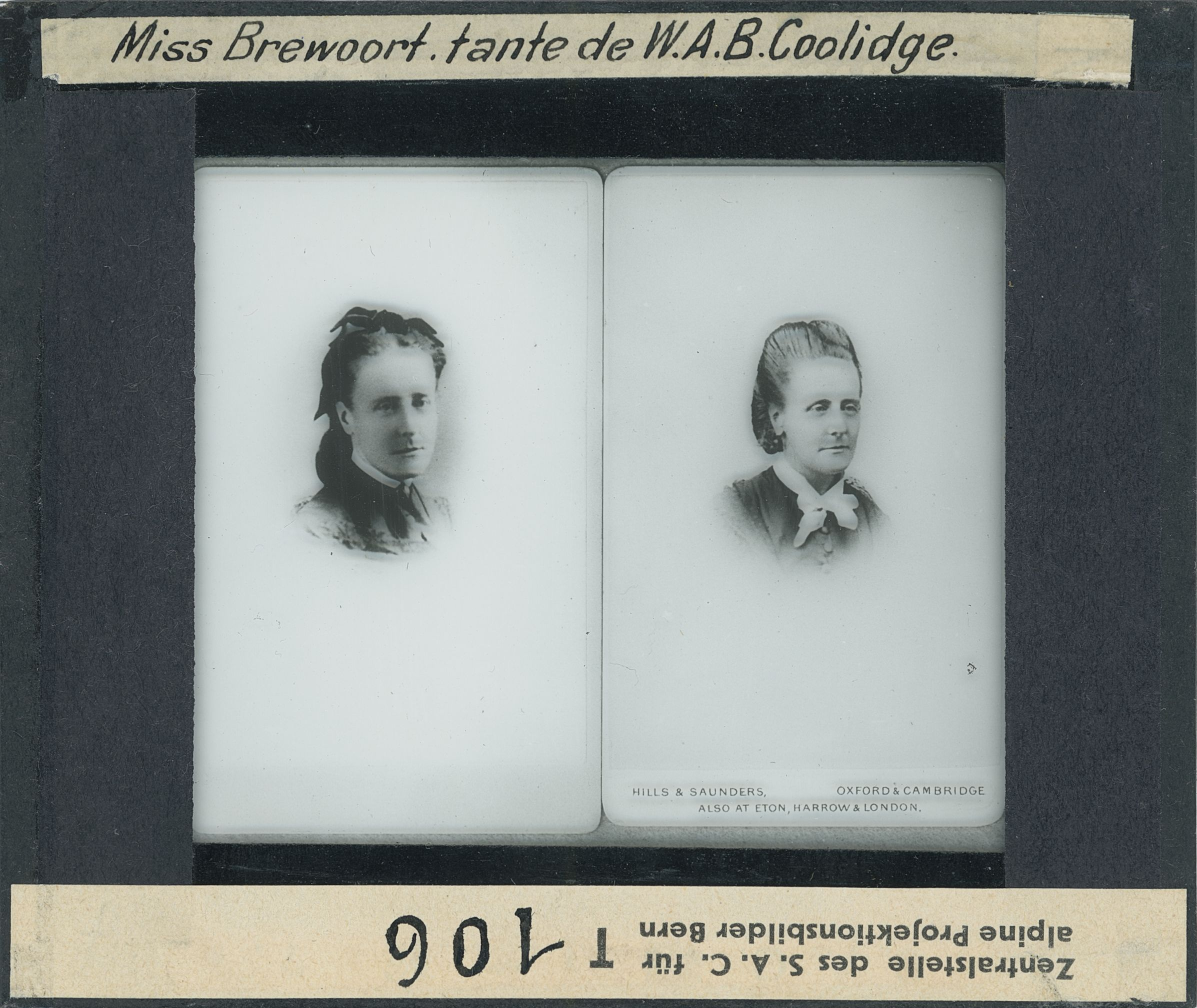
Projektionsbild Meta Brevoort, Sammlung Alpines Museum der Schweiz

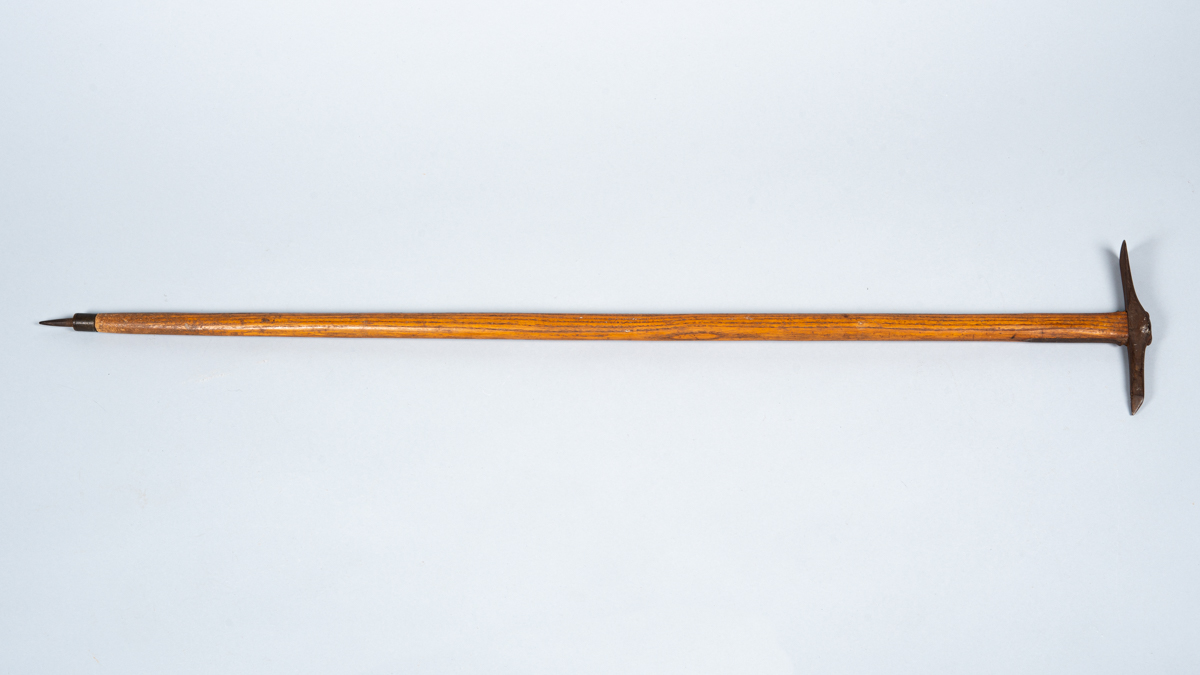
Eispickel in Dauphiné-Form von Margaret Claudia Brevoort, Sammlung Alpines Museum der Schweiz

Meta Brevoort und ihr Neffe besuchten das Dauphiné mehrfach mit der Absicht, die 3983 m hohe La Meije zu ersteigen, doch wurden sie dabei jedes Mal von schlechtem Wetter abgehalten. 1876 hatte Meta letztmals Gelegenheit zur Erstbesteigung dieses ebenso berühmten wie schwierigen Berges. Sie blieb jedoch im Berner Oberland, um ihren Neffen bei seinen Versuchen in den Berner Alpen zu unterstützen.
Meta Brevoort veröffentlichte den Bericht ihrer abenteuerlichen Besteigung des Bietschhorns 1871 in der Zeitschrift Alpine Journal des Alpine Club. Sie publiziert den Bericht unter dem Namen ihres Neffen William Coolidge. Ob das "Alpine Journal" keine Artikel von Frauen veröffentlichte oder Brevoort es bevorzugte, nicht als Autorin zu erscheinen, da es sich zu dieser Zeit nicht geziemte, als Frau öffentlich über Expeditionen zu berichten, ist nicht bekannt.
Meta Brevoort starb 1876 im englischen Dorking an einem rheumatischen Fieber als Folge einer Streptokokken-Infektion. Sie hatte zu dieser Zeit noch große alpinistische Pläne gehegt, nicht zuletzt eine Expedition zum Everest. Brevoort wurde auf dem Friedhof St Sepulchre’s Cemetery in Jericho (Oxford) neben ihrer Schwester begraben.
Im Haut Daphiné trägt der höchste Gipfel der Grande Ruine, die 3765 m hohe Pointe Brevoort, ihren Namen.